# Schmalspurbahn Biała Podlaska–Konstantynów
| Betrieb von deutschem Rollmaterial nach dem Zweiten Weltkrieg (Die polnische Mütze des Lokführers und die Kleidung der Zivilisten deuten auf die Nachkriegszeit hin) |                     |                                         |                                         |
| Streckenverlauf Personenzug mit O&K-Lok, Werks-Nr. 5185/1913 |                     |                                         |                                         |
| Streckenlänge: | bis zu 57 km        |                                         |                                         |
| Spurweite: | 750 mm (Schmalspur) |                                         |                                         |
| |                     |                                         |                                         |
| \| \| 28,0 \| Konstantynów \| Konstantynów \| \| \| 26,0 \| Stasinów \| Stasinów \| \| \| 22,0 \| Nosów \| Nosów \| \| \| 19,0 \| Leśna Podlaska \| Leśna Podlaska \| \| \| 15,0 \| Mariampol \| Mariampol \| \| \| 12,0 \| Witulin \| Witulin \| \| \| 25,0 \| Janów Podlaski \| Janów Podlaski \| \| \| 21,0 \| Klonowica Mała \| Klonowica Mała \| \| \| 19,0 \| Klonowica Duża \| Klonowica Duża \| \| \| \| Cileśnica \| \| \| \| \| Holodnica \| \| \| \| \| \| \| \| \| 16,0 \| Rokitno Podlaskie \| Rokitno Podlaskie \| \| \| 14,0 \| Kijowice \| Kijowice \| \| \| \| \| \| \| \| 7,13 \| Rozkosz \| Rozkosz \| \| \| 2,75 \| Biała Podlaska Miasto Wąsk. \| Biała Podlaska Miasto Wąsk. \| \| \| 0,9 \| Biała Podlaska Wąsk. II \| Biała Podlaska Wąsk. II \| \| \| 0,0 \| Biała Podlaska Wąsk. I[2] \| Biała Podlaska Wąsk. I[2] \| \| \| \| Bahnstrecke Warszawa Zachodnia–Terespol \| \| |                     |                                         |                                         |
| Kopfbahnhof Streckenanfang (Strecke außer Betrieb) | 28,0                | Konstantynów                            | Konstantynów                            |
| Bahnhof (Strecke außer Betrieb) | 26,0                | Stasinów                                | Stasinów                                |
| Bahnhof (Strecke außer Betrieb) | 22,0                | Nosów                                   | Nosów                                   |
| Bahnhof (Strecke außer Betrieb) | 19,0                | Leśna Podlaska                          | Leśna Podlaska                          |
| Bahnhof (Strecke außer Betrieb) | 15,0                | Mariampol                               | Mariampol                               |
| Bahnhof (Strecke außer Betrieb) | 12,0                | Witulin                                 | Witulin                                 |
| Strecke (außer Betrieb) · Kopfbahnhof Streckenanfang (Strecke außer Betrieb) | 25,0                | Janów Podlaski                          | Janów Podlaski                          |
| Strecke (außer Betrieb) · Bahnhof (Strecke außer Betrieb) | 21,0                | Klonowica Mała                          | Klonowica Mała                          |
| Strecke (außer Betrieb) · Bahnhof (Strecke außer Betrieb) | 19,0                | Klonowica Duża                          | Klonowica Duża                          |
| Strecke (außer Betrieb) · Strecke (außer Betrieb) · Kopfbahnhof Streckenanfang (Strecke außer Betrieb) |                     | Cileśnica                               | Cileśnica                               |
| Strecke (außer Betrieb) · Strecke (außer Betrieb) · Bahnhof (Strecke außer Betrieb) |                     | Holodnica                               | Holodnica                               |
| Strecke (außer Betrieb) · Abzweig geradeaus und von links (Strecke außer Betrieb) · Strecke nach rechts (außer Betrieb) |                     |                                         |                                         |
| Strecke (außer Betrieb) · Bahnhof (Strecke außer Betrieb) | 16,0                | Rokitno Podlaskie                       | Rokitno Podlaskie                       |
| Strecke (außer Betrieb) · Bahnhof (Strecke außer Betrieb) | 14,0                | Kijowice                                | Kijowice                                |
| Abzweig geradeaus und von links (Strecke außer Betrieb) · Strecke nach rechts (außer Betrieb) |                     |                                         |                                         |
| Bahnhof (Strecke außer Betrieb) | 7,13                | Rozkosz                                 | Rozkosz                                 |
| Bahnhof (Strecke außer Betrieb) | 2,75                | Biała Podlaska Miasto Wąsk.             | Biała Podlaska Miasto Wąsk.             |
| Bahnhof (Strecke außer Betrieb) | 0,9                 | Biała Podlaska Wąsk. II                 | Biała Podlaska Wąsk. II                 |
| Kopfbahnhof Streckenende (Strecke außer Betrieb) | 0,0                 | Biała Podlaska Wąsk. I                  | Biała Podlaska Wąsk. I                  |
| Bahnhof quer |                     | Bahnstrecke Warszawa Zachodnia–Terespol | Bahnstrecke Warszawa Zachodnia–Terespol |

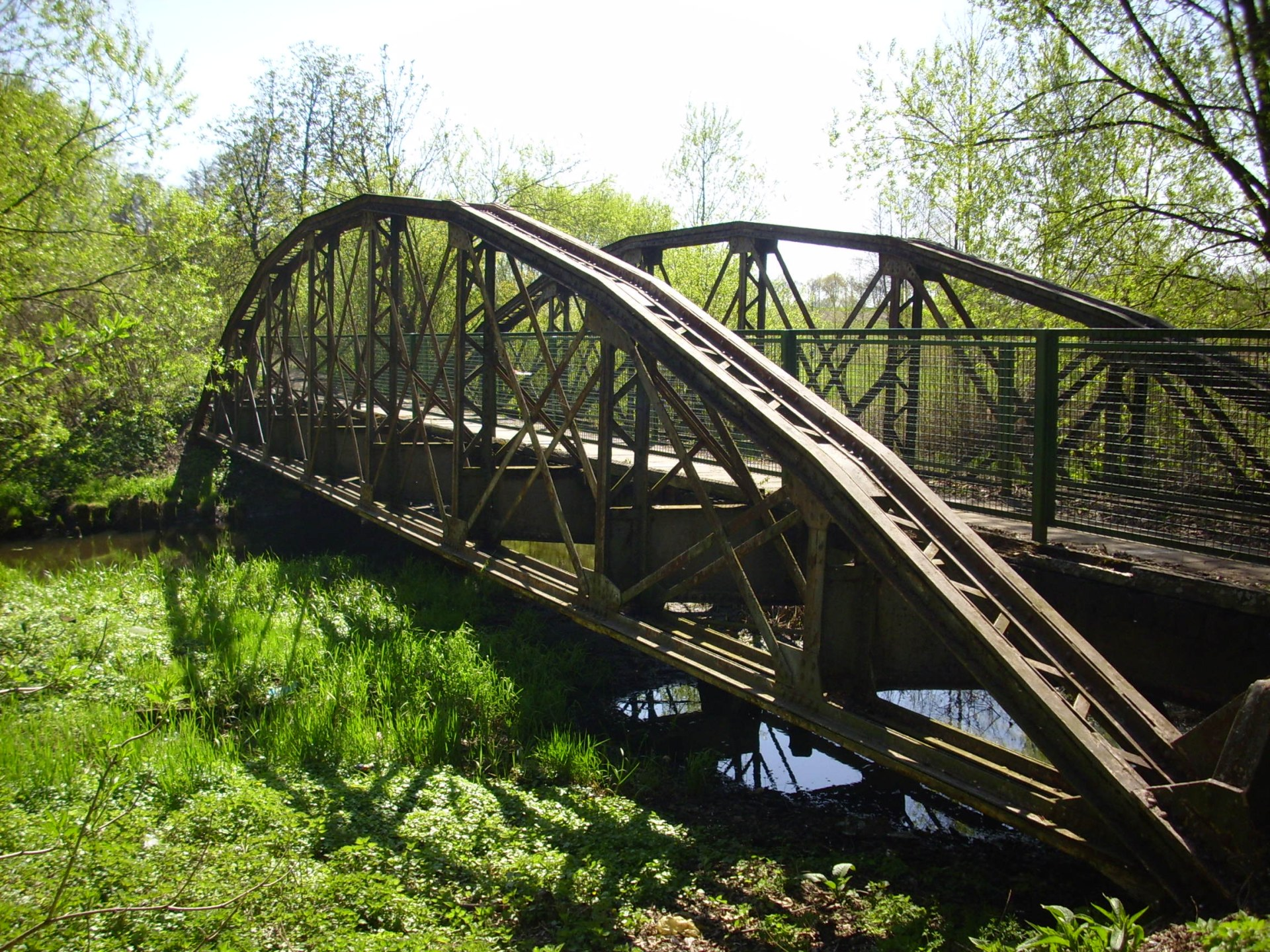
Gusseiserne Schmalspurbahnbrücke über die Klukówka in Rozkosz

Die Schmalspurbahn Biała Podlaska–Konstantynów (polnisch Koleje Wąskotorowe Bialskie, später Kolej Biała Podlaska – Konstantynów und Podlaska Kolej Wąskotorowa) war eine 29 km lange Schmalspurbahn mit einer Spurweite von 750 mm von Biała Podlaska nach Konstantynów.

## Geschichte
Die ersten Streckenabschnitte einer militärischen Schmalspurbahn mit der Spurweite von 750 mm wurden während des Ersten Weltkriegs verlegt, als Eisenbahneinheiten der deutschen Armee im Winter 1916/1917 die 29 km lange Strecke von Biała Podlaska über Rozkosz nach Konstantynów bauten. Ihre Trasse folgte zum Teil einer 15 km langen Wirtschaftsbahn, die in den Jahren 1913–1914 von der zaristischen Armee von Biała Podlaska in den Nordosten gebaut worden war. Kurz nach der Eröffnung der Hauptstrecke wurde die 8 km lange Zweigstrecke Rozkosz–Rokitno in Betrieb genommen.
Im Jahr 1918 wurde die Verwaltung der Bahn, ebenso wie die von anderen während des Krieges gebaute Schmalspurbahnen, vom Ministerium für Eisenbahnen (Ministerstwa Kolei Żelaznych) übernommen. Anfang der 1920er betrieben die polnischen Behörden unter dem Namen Koleje Wąskotorowe Bialskie folgende Streckenabschnitte: Rokitno–Cieleśnica (11 km) und Rokitno–Janów Podlaski (9,5 km). Das wahrscheinlichste Datum für die Eröffnung des ersten Abschnitts ist 1921, das des zweiten 1922, aber einige Quellen geben für beide Abschnitte das Jahr 1923 an. Im Jahr 1939 betrug die Gesamtlänge des Schmalspurbahn-Netzwerks 57 km.
Während der deutschen Besetzung (1939 bis 1944) betrieb die deutsche Wehrmacht die Schmalspurbahn. In der Nachkriegszeit wurde sie unter dem Namen Podlaska Kolej Wąskotorowa der Budynek Dyrekcji Kolei Państwowych (DOKP) in Warschau unterstellt. Zunächst wurde sie von der Abteilung für Schmalspurbahnen verwaltet, dann von der Direktion der Warschauer Nahverkehrsbahnen. Das geringe Verkehrsaufkommen im Güter- und Personenverkehr sowie eine baufällige Infrastruktur waren die Hauptgründe dafür, dass der Betrieb um 1967 vollständig eingestellt und der Oberbau 1971 abgebaut wurde.

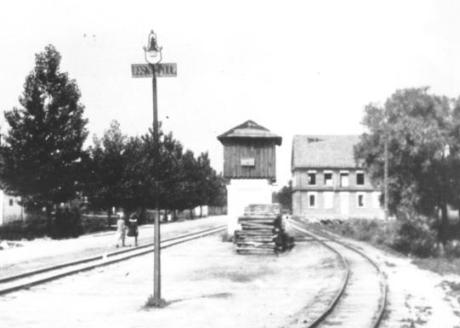
Wasserturm
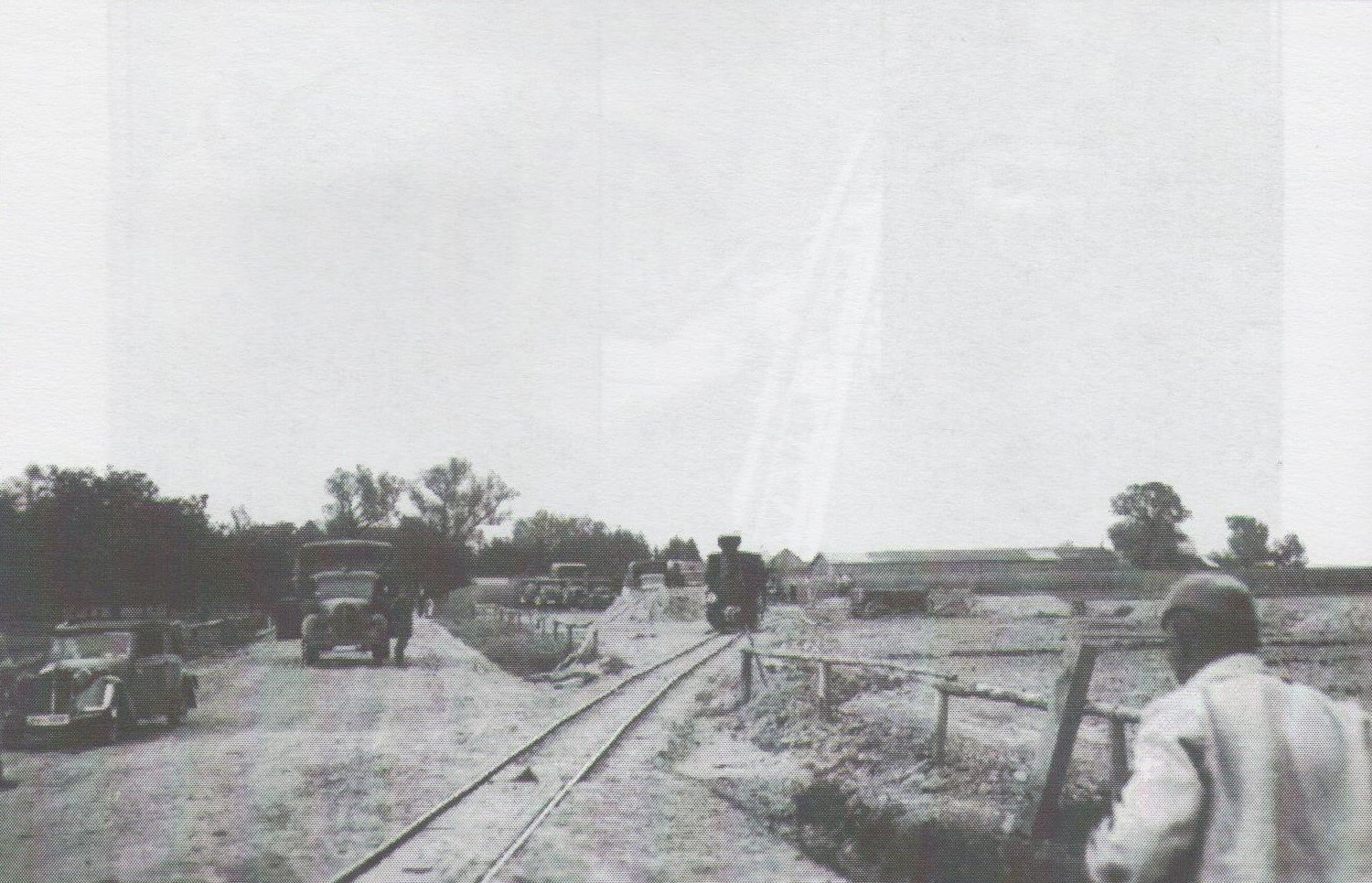
Bahnübergang
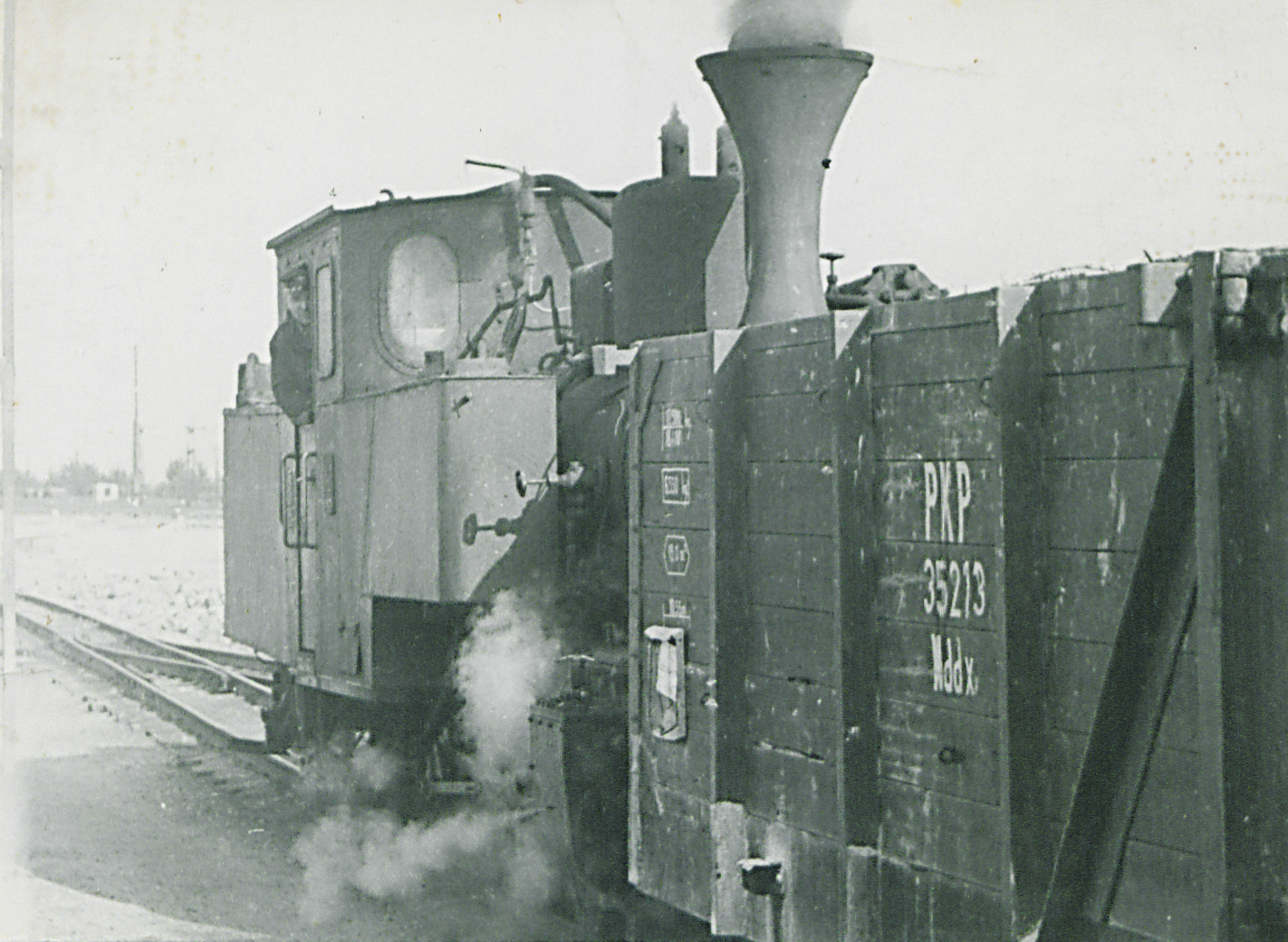
Güterzug
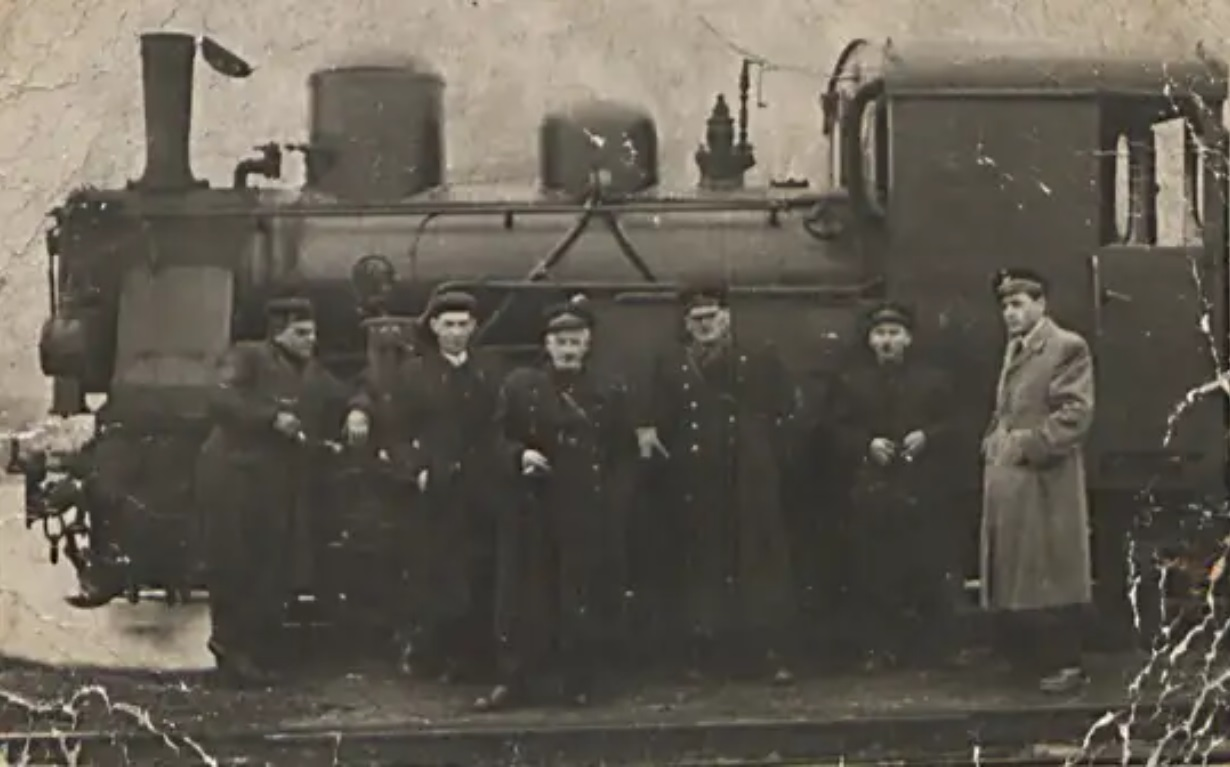
Betriebspersonal, 1957